# Paweł Sałek
Paweł Sałek (ur. 29 czerwca 1975 w Skierniewicach) – polski urzędnik, inżynier i polityk, doktor nauk rolniczych, specjalista w zakresie ochrony środowiska, w latach 2015–2018 sekretarz stanu w Ministerstwa Środowiska i pełnomocnik rządu ds. polityki klimatycznej, w latach 2018–2023 doradca prezydenta RP Andrzeja Dudy, poseł na Sejm X kadencji.

## Życiorys
Absolwent Wydziału Inżynierii Mechanicznej i Informatyki Politechniki Częstochowskiej. Ukończył International MBA, program prowadzony przez Centre for Management Training i Wydział Zarządzania Uniwersytetu Warszawskiego, a także studia podyplomowe z zakresu relacji międzynarodowych i dyplomacji w Wyższej Szkole Kultury Społecznej i Medialnej w Toruniu oraz międzyuczelniane studia podyplomowe z zakresu oceny i wyceny zasobów przyrodniczych w Szkole Głównej Gospodarstwa Wiejskiego i Szkole Głównej Handlowej. Stopień doktora nauk rolniczych w dyscyplinie nauki leśne uzyskał w Instytucie Badawczym Leśnictwa.
Kierował Akademickim Centrum Edukacji Ekologicznej Niezależnego Zrzeszenia Studentów. Był zastępcą naczelnika Wydziału Gospodarki Komunalnej i Ochrony Środowiska Urzędu Miasta Skierniewice (2002–2004), a następnie dyrektorem Zarządu Oczyszczania Miasta w Warszawie (2004–2006). W wyborach samorządowych w 1998 bezskutecznie ubiegał się o mandat radnego powiatu skierniewickiego z listy Akcji Wyborczej Solidarność. W wyborach w 2002 uzyskał mandat radnego gminy Maków. Pozostawał członkiem gabinetu politycznego ministra środowiska Jana Szyszki (2005–2007). Zajmował się organizacją i był pierwszym kierownikiem Krajowego Administratora Systemu Handlu Uprawnieniami do Emisji w Instytucie Ochrony Środowiska – Państwowym Instytucie Badawczym. Pracował także w Krajowym Centrum Inwentaryzacji Emisji. W latach 2009–2015 był wiceprezesem zarządu i dyrektorem ds. techniczno-eksploatacyjnych w Radomskim Przedsiębiorstwie Energetyki Cieplnej RADPEC.
W listopadzie 2015 powołany na stanowisko wiceministra środowiska w randze sekretarza stanu. Objął też wówczas funkcję pełnomocnika rządu ds. polityki klimatycznej. Odwołany z tych stanowisk w marcu 2018. W czerwcu tego samego roku został doradcą prezydenta RP Andrzeja Dudy ds. ochrony środowiska i polityki klimatycznej.
W wyborach samorządowych w 2018 uzyskał mandat radnego Sejmiku Województwa Łódzkiego z listy Prawa i Sprawiedliwości. W 2019 z ramienia PiS bez powodzenia kandydował do Sejmu. W wyborach w 2023 został wybrany na posła X kadencji, kandydując z ramienia tej samej partii w okręgu piotrkowskim i otrzymując 15 200 głosów. W konsekwencji w październiku tego samego roku zakończył pełnienie funkcji doradcy prezydenta RP. W 2024 z listy Prawa i Sprawiedliwości wystartował w wyborach do Parlamentu Europejskiego z okręgu nr 6.

## Odznaczenia
- Krzyż Kawalerski Orderu Odrodzenia Polski (2023)[15][16]